# 林康紀
林 康紀（はやし やすのり、1965年7月28日 - ）は、日本の神経科学者。理化学研究所脳科学総合研究センター林研究室研究代表者。
愛知県名古屋市出身。東京育ち。

## 略歴
- 1984年 - 東京都立西高等学校卒業[2]
- 1990年 - 京都大学医学部医学科卒業　医師免許取得
- 1994年 - 京都大学医学研究科生理系博士課程修了　医学博士号取得
- 1994-1996年 - 東京大学医学部附属脳研究施設脳生理部門　日本学術振興会特別研究員
- 1996-2000年　コールド・スプリング・ハーバー研究所 日本学術振興会海外派遣特別研究員
- 2000-2009年 - マサチューセッツ工科大学 理研−MIT神経科学研究センター　ピコワー学習記憶研究施設　脳・認知科学部　理化学研究所上級研究員（2004年度より職名変更によりユニットリーダー）／マサチューセッツ工科大学Assistant professor（兼任）
- 2009−2016年 - 理化学研究所脳科学総合研究センターチームリーダー
- 2016年 - 京都大学医学部医学研究科システム神経薬理部門教授

## 主な業績
- 低酸素下での副腎カテコールアミン生合成の研究
- プロスタノイド受容体のクローニング
- 代謝活性型グルタミン酸受容体の薬理学解析
- AMPA型グルタミン酸受容体のダイナミクスとシナプス可塑性
- 棘突起の構造可塑性とその分子メカニズム
- 運動ニューロン特異的NMDA受容体のクローニングとその機能解析
- 細胞接着分子による逆行性放出確率の制御
- シナプス後肥厚の高次構造

## 受賞歴
- 1998年 - 日本薬理学会若手奨励賞
- 2008年
  - 日本学術振興会賞
  - 日本学士院学術奨励賞
- 2019年 - 第21回時実利彦記念賞